# Blackeyed Susan
I Blackeyed Susan furono un gruppo hard rock statunitense fondato nel 1990 a Filadelfia, Pennsylvania.

## Storia
Dean Davidson, leader e fondatore dei Britny Fox, lasciò il gruppo nel 1990, e fondò poco dopo i Blackeyed Susan. La band era composta da Davidson alla voce, Rick Criniti (tastierista dei Cinderella) alla chitarra e sitar, Tony Santoro alla chitarra, Eric Levy al basso (era stato il disegnatore del logo dei Britny Fox) e Chris Branco alla batteria.
La band firmò per la Polygram Records, e nel 1991 pubblicò il disco Electric Rattlebone, prodotto da Randy Cantor. L'album si distingueva dai precedenti dei Britny Fox: Davidson mise da parte le atmosfere festaiole, per dedicarsi ad un genere più colto, raffinato, vario, talvolta psichedelico, che sfiorava il blues rock settantaniano, ed era composto da una grande varietà di strumenti, come tastiere, sitar, fiati e cori femminili. Poteva ricordare alcuni lavori dei Cinderella. Dal disco venne estratto il singolo None of It Matters, di cui venne girato un videoclip. Inoltre il brano Ride with Me venne incluso nella colonna sonora del film Harley Davidson & Marlboro Man (1991).
La Polygram licenziò la band mentre era in tour di supporto ai BulletBoys ed agli Scream, verso la fine del 1991. L'anno successivo, dopo aver cambiato completamente formazione, registrarono la demo Just a Taste, ma non troveranno etichette disponibili alla sua pubblicazione, e il disco non venne mai realizzato. Questo porterà il gruppo allo scioglimento.
Davidson negli anni, intraprenderà altri progetti. Marchiano entrerà nei concittadini Heavens Edge fino al loro scioglimento nel 1992. Criniti parteciperà ad un gruppo chiamato Lecompt, fondato da Michael LeCompt (ex frontman dei Tangier), a cui partecipò anche Billy Childs, bassista dei Britny Fox. Il gruppo registrò un disco omonimo nel 1992, ma non avrà seguito. Eric Levy successivamente fonderà una band con Lorraine Lewis (ex frontwoman dei Femme Fatale), che sposerà qualche anno dopo.

## Formazione
Per Electric Rattlebone
- Dean Davidson - voce, chitarra, armonica
- Jimmy Tuttotondo - voce, sax
- Rick Criniti - chitarra, Sitar
- Tony Santoro - chitarra
- Eric Levy - basso
- Chris Branco - batteria

Per Just a Taste
- Dean Davidson - voce, chitarra, armonica
- Jimmy Marchiano - chitarra
- Jeff Cease - chitarra
- Walter D. Williams - basso
- Joey Marchiano - batteria

## Discografia

### Album
- 1992 - Electric Rattlebone

### Demo
- 1992 - Just a Taste